# 対テロ部隊 (リベリア)
対テロ部隊(Anti-Terrorist Unit,ATU)は、国民愛国党政権のリベリアが有していた準軍事組織である。
政府施設、高級マンション、国際空港、海外大使館の警護を任務としていたが、その実態は創設に法的根拠がなく、指揮官に同政権大統領チャールズ・テーラーの息子であったチャールズ・マッカーサー・エマニュエルや同政権の軍事顧問であったベンヤミン・ヤーテン、同政権と協力関係にあったシエラレオネの革命統一戦線（RUF）の幹部サム・ボッカリィといった者達が名を連ねるなど、国防省の統制を受けず活動するテーラー政権の私兵部隊だった。
規模は1200人以上であり、その隊員の多くはブルキナファソ、ガンビア、シエラレオネのRUFメンバーといった外国人戦闘員で構成されていた。ATUの兵員らは1998年から2000年の間に南アフリカ防衛軍元士官Fred Rindelに訓練を受けていたが、Rindelはメディアの批判を受け、教官を辞任している。
第二次リベリア内戦において多数の略奪や殺人を行ったことで知られており、2002年の6月19日にATUの隊員および大統領警護隊がモンロビアでタクシーに銃撃し、6歳の子供を殺害、母親および運転手に重傷を負わせた事件や労働副大臣Bedell Fahnが4人の隊員と共に二人のナイジェリア人を拘束し、拷問の末殺害するといった事件を起こしていた。
リベリア内戦終結後、政権の後ろ盾を失ったATUは解散されることになった 。